# Чемпионат мира по русским шашкам среди женщин 2019
Чемпионат мира по шашкам-64 среди женщин 2019 года прошёл 2—10 сентября в городе Свети-Влас (Болгария) под эгидой Международной федерации шашек IDF. Одновременно проходил чемпионат мира среди мужчин.
Призовой фонд чемпионатов 30 000$.

## Результаты

### Основная программа
21 участница из 11 стран. Соревнования проводились в два этапа. Первый этап играется этап по швейцарской системе в 7 туров, далее участницы сыграют ещё три тура — четвертьфинал, полуфинал и финал.

### Предварительный этап
- GMIF — международный гроссмейстер
MIF — международный мастер
MFF — мастер ФМЖД

| Место | Участница              | Страна      | Звание | Рейтинг | Очки | Усеч. Коэфф. Солкофа        |
| ----- | ---------------------- | ----------- | ------ | ------- | ---- | --------------------------- |
| 1.    | Яна Якубович           | Беларусь    | MIF    | 2196    | 11   |                             |
| 2.    | Дарья Федорович        | Беларусь    | GMIF   | 2263    | 10   | 58(-1)                      |
| 3.    | Анастасия Барышева     | Беларусь    | MIF    | 2208    | 10   | 52(-1) 46(-2)               |
| 4.    | Алтынай Джумагальдиева | Казахстан   | GMIF   | 2126    | 10   | 52(-1) 45(-2) 38(-3) 31(-4) |
| 5.    | Вера Хващинская        | Беларусь    | GMIF   | 2323    | 10   | 52(-1) 45(-2) 38(-3) 30(-4) |
| 6.    | Кристина Заруба        | Молдова     | MIF    | 2237    | 9    |                             |
| 7.    | Виктория Николаева     | Беларусь    | MFF    | 2034    | 8    | 56(-1)                      |
| 8.    | Мария Гайдаржи         | Молдова     | MFF    | 2157    | 8    | 42(-1) 37(-2) 31(-3) 25(-4) |
| 9.    | Ana Sleahovscaia       | Молдова     | MIF    | 2123    | 8    | 42(-1) 37(-2) 31(-3) 24(-4) |
| 10.   | Елена Новицкая         | Россия      |        | 2072    | 7    | 50(-1)                      |
| 11.   | Светлана Стрельцова    | Россия      | MFF    | 2087    | 7    | 48(-1)                      |
| 12.   | Анна Филипенко         | Россия      | MFF    | 2051    | 7    | 40(-1)                      |
| 13.   | Ямзе Цивцивадзе        | Грузия      | MFF    | 2032    | 7    | 39(-1)                      |
| 14.   | Каари Вайнонен         | Эстония     | MIF    | 2117    | 7    | 38(-1)                      |
| 15.   | Зинаида Александрова   | Израиль     | MFF    | 2090    | 6    | 50(-1)                      |
| 16.   | Пирет Виирма           | Эстония     |        | 2027    | 6    | 47(-1)                      |
| 17.   | Елена Ткаченко         | Латвия      | MFF    | 2117    | 6    | 37(-1)                      |
| 18.   | Антра Валнере          | Латвия      | MFF    | 2186    | 5    | 48(-1)                      |
| 19.   | Вафа Асланова          | Азербайджан |        | 1959    | 5    | 430(-1)                     |
| 20.   | Jurate Jakstoniene     | Литва       |        | 2036    | 5    | 35(-1)                      |
| 21.   | Susana Baraldi Amaro   | Португалия  |        | 2000    | 2    |                             |

### Четвертьфинал
Матчи за 1-8 место
Яна Якубович (1) — Мария Гайдаржи (8) 2—0
Дарья Федорович (2) — Виктория Николаева (7) 2—0
Анастасия Барышева (3) — Кристина Заруба (6) 1—1
Алтынай Джумагальдиева (4) — Вера Хващинская (5) 1—1
Матчи за 9-16 место
Ana Sleahovscaia — Пирет Виирма 1—1
Елена Новицкая — Зинаида Александрова 0—2
Светлана Стрельцова — Каари Вайнонен 0—2
Анна Филипенко — Ямзе Цивцивадзе 2—0

### Полуфинал
Матчи за 1-4 место
Яна Якубович (1) — Алтынай Джумагальдиева (4) 1—1
Дарья Федорович (2) — Анастасия Барышева (3) 1—1
Матчи за 5-8 место
Вера Хващинская (5) — Мария Гайдаржи (8) 1—1
Кристина Заруба (6) — Виктория Николаева (7) 0—2
Матчи за 9-12 место
Ana Sleahovscaia (9) — Зинаида Александрова (12) 0—2
Анна Филипенко (10) — Каари Вайнонен (11) 1—1
Матчи за 13-16 место
Елена Новицкая (13) — Пирет Виирма (16) 0—2
Светлана Стрельцова (14) — Ямзе Цивцивадзе (15) 2—0
Матчи за 17-20 место
Елена Ткаченко (17) — Jurate Jakstoniene (20) 2—0
Антра Валнере (18) — Вафа Асланова (19) 2—0

### Матч за 1-е место
Яна Якубович — Дарья Федорович 2—0

### Матч за 3-е место
Анастасия Барышева — Алтынай Джумагальдиева 2—0

### Матч за 5-е место
Вера Хващинская — Виктория Николаева 0—2

### Матч за 7-е место
Кристина Заруба — Мария Гайдаржи 2—0

### Матч за 9-е место
Анна Филипенко — Зинаида Александрова 2—0

### Матч за 11-е место
Ana Sleahovscaia — Каари Вайнонен 2—0

### Матч за 13-е место
Светлана Стрельцова — Пирет Виирма 2—0

### Матч за 15-е место
Елена Новицкая — Ямзе Цивцивадзе 2—0

### Матч за 17-е место
Елена Ткаченко — Антра Валнере 1—1

### Матч за 19-е место
Вафа Асланова — Jurate Jakstoniene 2—0

## Итоговое положение
| Место | Участник               | Страна      |
| ----- | ---------------------- | ----------- |
| 1.    | Яна Якубович           | Беларусь    |
| 2.    | Дарья Федорович        | Беларусь    |
| 3.    | Анастасия Барышева     | Беларусь    |
| 4.    | Алтынай Джумагальдиева | Казахстан   |
| 5.    | Виктория Николаева     | Беларусь    |
| 6.    | Вера Хващинская        | Беларусь    |
| 7.    | Кристина Заруба        | Молдова     |
| 8.    | Мария Гайдаржи         | Молдова     |
| 9.    | Анна Филипенко         | Россия      |
| 10.   | Зинаида Александрова   | Израиль     |
| 11.   | Ana Sleahovscaia       | Молдова     |
| 12.   | Каари Вайнонен         | Эстония     |
| 13.   | Светлана Стрельцова    | Россия      |
| 14.   | Пирет Виирма           | Эстония     |
| 15.   | Елена Новицкая         | Россия      |
| 16.   | Ямзе Цивцивадзе        | Грузия      |
| 17.   | Елена Ткаченко         | Латвия      |
| 18.   | Антра Валнере          | Латвия      |
| 19.   | Вафа Асланова          | Азербайджан |
| 20.   | Jurate Jakstoniene     | Литва       |
| 21.   | Susana Baraldi Amaro   | Португалия  |

### Быстрая программа
32 участницы из 12 стран. Соревнования проводились по бразильским шашкам в два этапа. Первый этап игрался этап по швейцарской системе в 8 туров, далее участники, занявшие 1-8 место в предварительном этапе, разбивались на 2 четверки и разыгрывали 1-4 и 5-8 места в полуфинале и финале.
| Место | Участник        |
| ----- | --------------- |
| 1     | Дарья Федорович |
| 2     | Вера Хващинская |
| 3     | Кристина Заруба |

### Блиц
32 участницы из 12 стран. Соревнования проводились в два этапа. Первый этап игрался этап по швейцарской системе в 8 туров, далее участники, занявшие 1-8 место в предварительном этапе, разбивались на 2 четверки и разыгрывали 1-4 и 5-8 места в полуфинале и финале.
| Место | Участник        |
| ----- | --------------- |
| 1     | Яна Якубович    |
| 2     | Дарья Федорович |
| 3     | Вера Хващинская |